# Serra do Cipó
A serra do Cipó é uma formação geológica localizada no estado de Minas Gerais, entre os municípios de Itambé do Mato Dentro, Jaboticatubas, Morro do Pilar, Nova União e Santana do Riacho. Faz parte da província geológica da serra do Espinhaço. Sua história geológica é complexa e data do período Pré-Cambriano, com suas rochas arenosas que foram formadas por depósitos marinhos há mais de 1,7 bilhão de anos.
Além da importância geológica, a serra do Cipó é considerada um divisor natural das bacias hidrográficas dos rios São Francisco e Doce. A diversidade da sua vegetação é altíssima, e muitas espécie] são encontradas somente ali. A fauna é representativa e abriga várias espécies ameaçadas de extinção. Para preservar este patrimônio natural, foi criado o Parque Nacional da Serra do Cipó. São ao todo cem mil hectares de cerrados, campos rupestres e matas, além de rios, cachoeiras, cânions, cavernas e sítios arqueológicos preservados.

## Geografia e localização

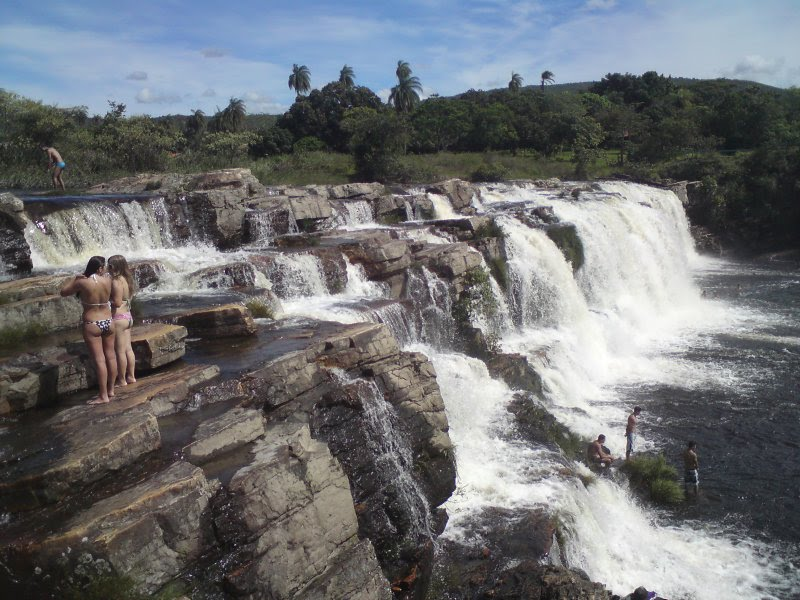
Vista da cachoeira Grande, na serra do Cipó

Localizado na região, o distrito de Serra do Cipó (antigo Cardeal Mota) se situa na bacia do ribeirão Soberbo, tributário da bacia de drenagem do rio Cipó, que dá nome à região. Pertence ao município de Santana do Riacho, cujo acesso se dá por estrada de asfalto em um trajeto de aproximadamente 30 quilômetros. Pela proximidade com o parque nacional, faz parte da região circunscrita à área de proteção ambiental (APA) Morro da Pedreira.
O distrito de serra do Cipó é cortado pela rodovia estadual MG-010, asfaltada em 1985, que o liga a Belo Horizonte e o articula  com outras cidades do norte de Minas.
A transformação da serra do Cipó vem se processando rapidamente, principalmente após a criação do parque nacional. A infra-estrutura para o turista conta hoje com estabelecimentos comerciais, inúmeros hotéis e pousadas, áreas de camping estruturadas. [carece de fontes?]
Em decorrência do relevo acidentado observa-se a freqüente formação de cachoeiras, corredeiras e piscinas naturais, que mantêm o seu volume de água constante durante quase todo o ano devido ao aspecto areno-rochoso do solo. Típicos também da região são os cânions, gargantas sinuosas e profundas que abrigam cachoeiras e poções em seu interior. [carece de fontes?]
Uma das figuras mais conhecidas da serra do Cipó é o lendário Corujão da Serra, o chamado Juquinha, cuja memória foi homenageada pela prefeitura com uma imponente estátua. [carece de fontes?]

## Pontos

### Pico da Lapinha
O pico da Lapinha possui 1686 metros de altitude e é o segundo ponto mais alto da serra do Cipó depois do Pico do Breu.

### Pico do Breu
O pico do Breu possui 1687 metros.